# یک کلمه

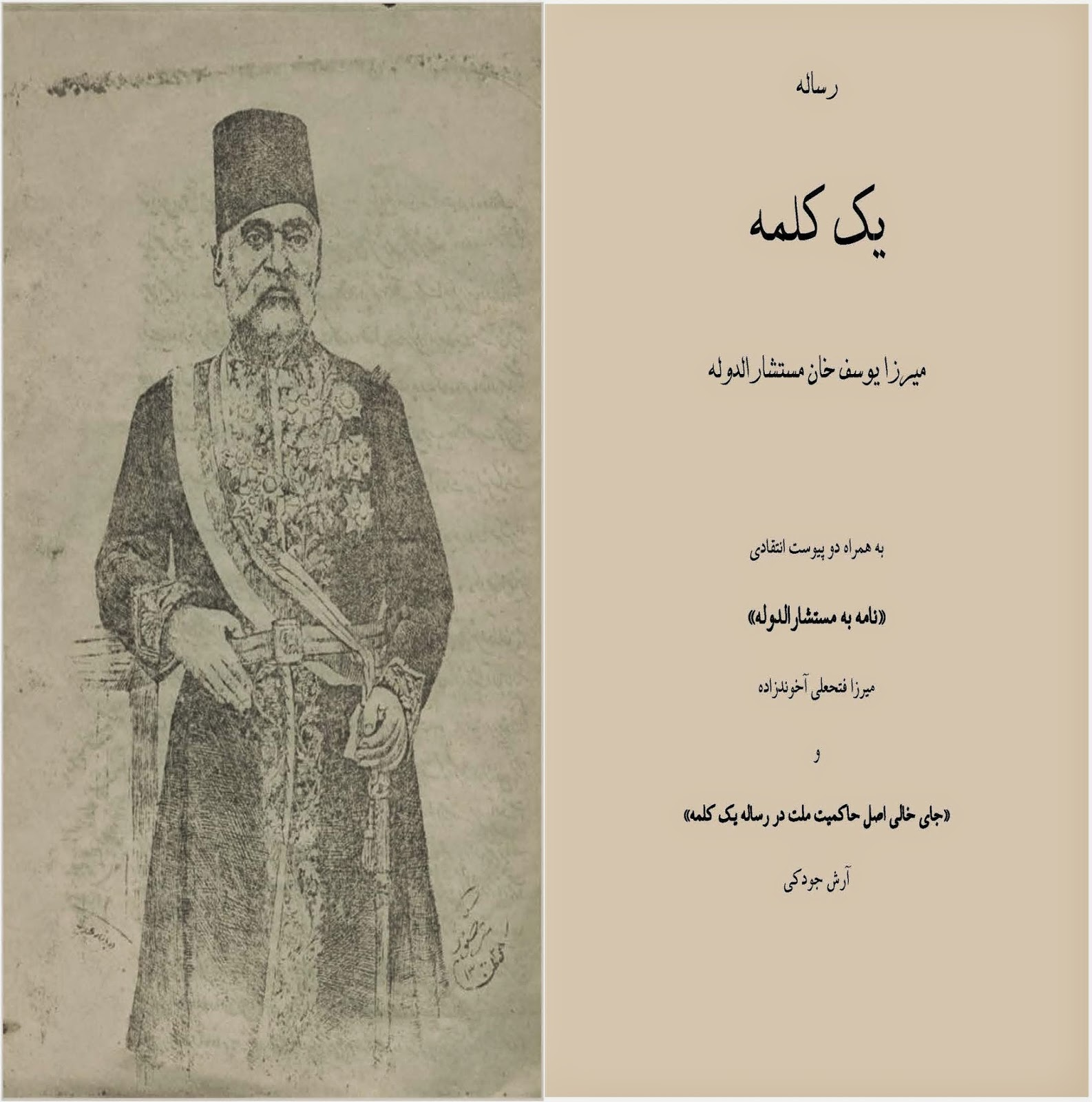
رساله یک کلمه در اهمیت قانون برای کشور

رساله یک کلمه اثر میرزا یوسف خان تبریزی (یوسف مستشارالدوله) منتشر شده در ۱۸۷۴ میلادی یکی از نخستین تلاش‌های روشنفکران ایرانی برای ایجاد حکومت قانون و مشروطه است. این کتاب در پیدایش جنبش مشروطه نقش داشته و از منابع بحث انجمن‌های سری دوره مشروطه بوده است.
رساله «یک کلمه» تفسیری است بر اصلی‌ترین مواد از اصول قانون اساسی فرانسه (مقدمهٔ قانون اساسی پس از انقلاب کبیر ۱۷۸۹). مستشارالدوله از پیشروان و آزادی‌خواهان دوره ناصرالدین‌شاه و از هم‌فکران میرزا حسین‌خان سپهسالار و میرزا ملکم‌خان، بود.
کتاب در ۲۰ ذی‌القعده ۱۲۸۷ ق ۱۸۶۹میلادی در پاریس به اتمام می‌رسد. مستشارالدوله صاحب ۱۲ تألیف است، عمدتاً در زمینه علمی و مهندسی، اما رساله یک کلمهٔ او از شهرتی بیشتر برخوردار شد و موجب دردسرهای فراوانی نیز برای او گردید.

## نامگذاری کتاب
او از ۱۲۸۴ تا ۱۲۸۶ هجری قمری (م۱۸۶۶–۱۸۶۹) کاردار سفارت ایران در پاریس بود در مواجهه با ترقیات اروپا، سعی در واکاوی علل عقب‌ماندگی جامعه ایرانی داشت و در رساله‌اش مهم‌ترین دلیل عدم پیشرفت ایران را فقط در یک کلمه و آن هم «قانون» ذکر می‌کند. قانونی که مکتوب باشد. کامل باشد. در برابر آن شاه و گدا یکسان باشند یعنی استثنا نداشته باشد. و ساری و جاری باشد.

## انگیزه
میرزا یوسف مستشارالدوله نوشتن یک‌کلمه را از همان روزهای اول سال ۱۲۸۵ هجری قمری ۱۸۶۷ میلادی آغاز کرد. در نامه‌ای به تاریخ ۳ صفر ۱۲۸۵ می‌نویسد: «به‌کار بزرگی که منافع دولتی و ملتی آن زیادتر از وضع الفباست مشغول هستم. اگر سعادت یاری کرد و اهتمامات من و همکاران کن که با من یک‌رأی هستند مؤثر افتاد، بهترین نعمات قسمت ما و هموطنان ما خواهد شد» و این کار بزرگ، نوشتن همان رساله یک کلمه است که در جایی دیگر آن را «روح‌الاسلام» می‌خواند و در توضیح آن می‌گوید که «به جمیع اسباب ترقی و سیویلیزاسیون از قرآن مجید و احادیث صحیح و آیات و براهین پیدا کرده‌ام که دیگر نگویند فلان‌چیز مخالف آیین اسلام یا آیین اسلام مانع ترقی و سیویلیزاسیون است».

## اهمیت رساله یک کلمه
این اثر در سال ۱۲۴۸ش(۱۸۶۹م) در پاریس تمام شده و در ۱۲۵۳ش (۱۸۷۴م) پس از سفر اول ناصرالدین شاه به فرنگ منتشر شده است.
محمد امینی پژوهشگر تاریخ مشروطه می‌گوید:
نخستین سند نوشتاری آغاز مدرنیته در ایران کتاب «یک کلمه» است که در سال ۱۲۴۸ ش یعنی نزدیک به ۳۶ سال پیش از انقلاب مشروطه در پاریس نگاشته شد.
مستشارالدوله موادی از قانون اساسی فرانسه و اعلامیه حقوق بشر و شهروندی فرانسه را انتخاب کرد و کوشید به روحانیان و بزرگان ایران نشان بدهد که این قوانین با قرآن مغایرتی نداشته و می‌توان مسلمان بود و قانون را قبول داشت قانونی که به گفته وی شاه و گدا در آن برابر باشند که «یک کلمه» از این منظر بسیار سکولار است.

## چاپ‌های رساله
چاپ اول آن در سال ۱۲۸۷ ه‍.ق (۱۲۴۹ ش) و چاپ‌های بعدی در سال ۱۳۰۵ و ۱۳۲۵ در تهران به شیوه چاپ سنگی تجدید گردید. در سال ۱۳۸۶ رساله به اهتمام علیرضا دولتشاهی منتشر شد.

## پیش زمینه
انقلاب مشروطیت، وامدار چالش‌ها و تمایلات آزادی خواهانه عده بیشماری بوده که آغاز گر اندیشیدن به اصول اولیه انسانی و ملی بودند. برخورد این اشخاص با دنیای غرب و مبانی دموکراسی که با اعزام اولین گروه دانشجویان ایرانی به اروپا در زمان عباس میرزا نایب السلطنه صورت گرفت، زمینه‌ساز جنبش مشروطه گردید.

## محتوای رساله
در ابتدا پنج تفاوت اصلی بین قانون فرانسه و قوانین ایران را ذکر می‌کند سپس ۱۹ اصل اعلامیه حقوق بشر و شهروند ۱۷۸۹ فرانسه را به‌ترتیب ذکر کرده در ذیل هریک توضیح داده با آیات قرآن کریم احادیث و روایاتی از امامان و شیخ طوسی و محقق کرکی و دیگر علما مقایسه می‌کند و نتیجه می‌گیرد که قوانین فرنگستان با قوانین شرع تضادی ندارند و قابل استفاده در ایجاد قانون جدید ایران است.
وی پیشرفت کشور را فقط در یک کلمه و آن هم قانون ذکر می‌کند.

او می‌نویسد:
من نگفتم کد (قانون) فرانسه یا سایر دول را برای خود استنساخ (نسخه برداری) کرده و معمول بدارید، مراد من کتابی است که جامع قوانین لازمه ومقبول ملت ما باشد.
دربارهٔ لزوم تدوین قانون برای ملت ایران می‌نویسد:
تدوین چنین کتابی ممکن است، خصوصاً در دیوانی که اجزاء آن از رجال دانش و معرفت و ارباب حکمت و سیاست باشند همه کتب معتبره اسلام را حاضر و جمله کدهای دول متمدنه را جمع کنند و در مدتی قلیل کتابی جامع نویسند. 

### ساختار کتاب
این رساله از یک مقدمه و بیست و یک فصل و دو بیانیه در خاتمه آن، تشکیل شده است:
فصل اول: مساوات در محاکمات در اجرای قانون
فصل دوم: مقام و پستِ دولتی، برای هیچ‌کس ممنوع نیست، اگر اهل باشد
فصل سوم: حریّت شخصیه: یعنی هرکس آزاد است مگر به حقوقی که در قانون آمده است
فصل چهارم: امنیت تامّه بر نفس و عرض و مالِ مردم
فصل پنجم: در امنیت عِرض و ناموس
فصل ششم: در امنیت مال
فصل هفتم: مدافعه ظلم، حق هر کسی است
فصل هشتم: حریّت مَطابع، یعنی هرکس آزاد است در نگارش و طبع خیال خود به شرط آن که مخالف و مضرّ احکام کد نباشد
فصل نهم: آزادی مجامع
فصل دهم: اختیار و قبول ملت، اساس همه تدابیر حکومت است
فصل یازدهم: حریّت سیاسیه: یعنی اهالی حق دارند در انتخاب وکیلان و نایبان برای دیوان قانونگذار که در مقابل دیوان دولت است
فصل دوازدهم: تعیین مالیات و باج به موجب ثروت بلا امتیاز
فصل سیزدهم: تحریر اصول دخل و خرج دولت
فصل چهاردهم: هر مأمور و حاکم در تصرفش مسؤول است
فصل پانزدهم. قدرت تشریع و قدرت تنفیذ بالفعل منقسم باید بشود و در ید واحد نباشد؛ یعنی قانون جدا و مجلس اجرای قانون، جدا باشد و به هم مخلوط نباشد
فصل شانزدهم: عدم عزل اعضا از محکمه
فصل هفدهم: حضور ژوری‌ها در حین تحقیق جنایات (هیئت منصفه)
فصل هجدهم: تشهیر و اعلان گفت وگوهای سیاسی و حوادث جنایی و مکالمات رسمی وکیلانِ مردم در روزنامه‌های دولتی
فصل نوزدهم: عدم شکنجه و تعذیب
فصل بیستم: حریّت و آزادی صنایع و کسب
فصل بیست ویکم: بنای مکتب خانه‌ها برای اطفال فقرا